# Postamt N 4

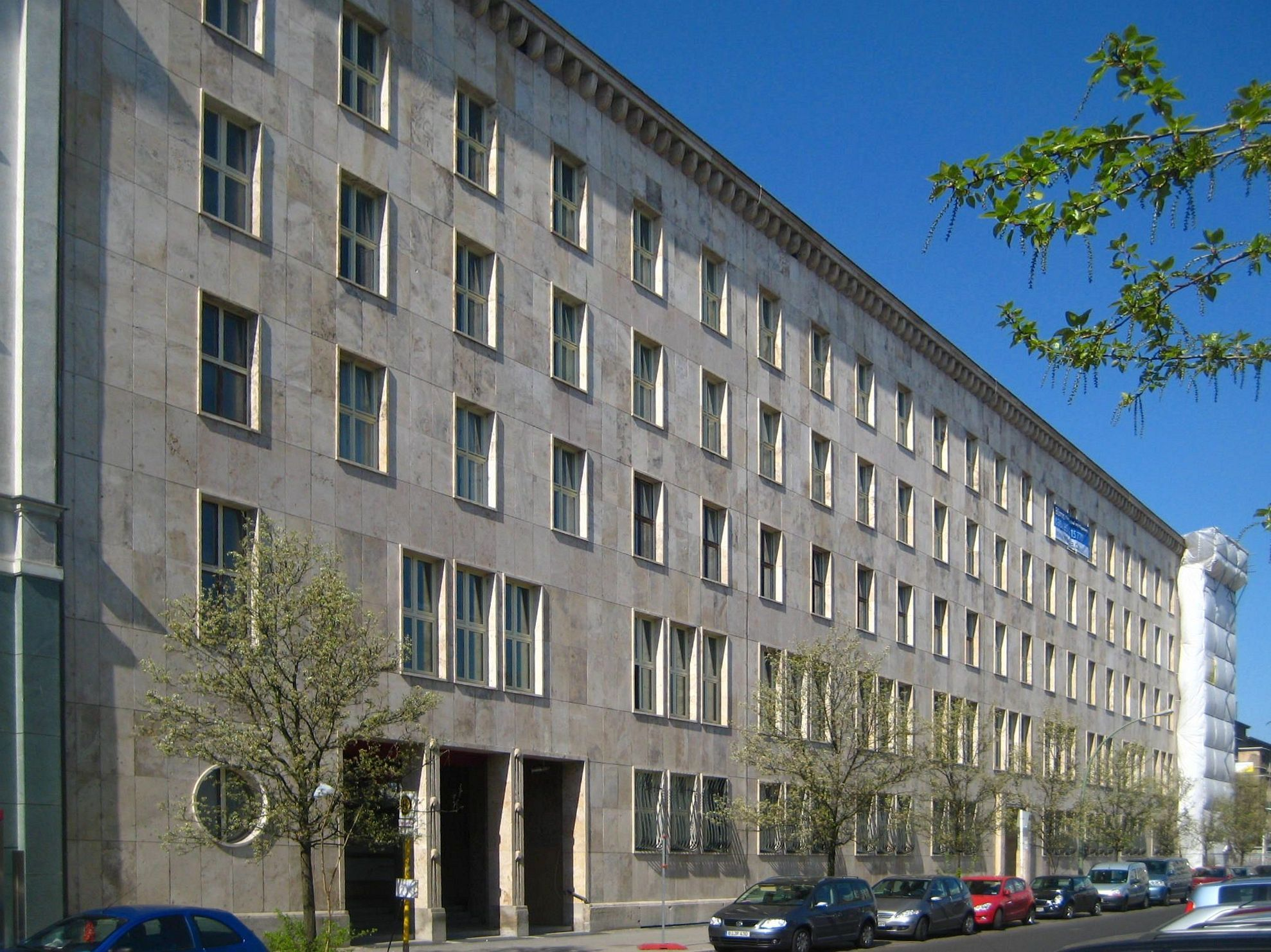
Außenfassade des Gebäudes

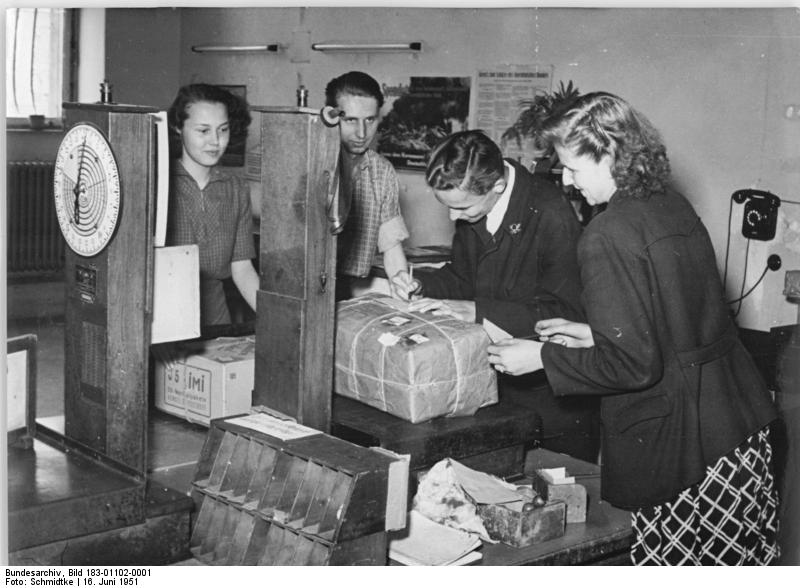
Paketannahme im Postamt N 4 im Jahr 1951

Das Postamt N 4 (auch Postgebäude am Nordbahnhof, Postamt 104; Postamt 10115) ist ein Baudenkmal in Berlin. Das Bauwerk ist in die Denkmalliste des Landesdenkmalamtes Berlin eingetragen.

## Lage
Das Gebäude liegt in der Oranienburger Vorstadt im Ortsteil Berlin-Mitte im Bezirk Mitte nahe dem Berlin Nordbahnhof (ehemals Stettiner Bahnhof). Das Grundstück war Teil der ehemaligen Berliner Maschinenbau AG (ehemals Schwartzkopff).

## Architektur
Das Gebäude entstand nach Entwürfen des Postbaurates Georg Werner und Hans Wolff-Grohmann. Es zeigt die Verbindung von Formen der Neuen Sachlichkeit der 1920er-Jahre mit Tendenzen der nationalsozialistischen Architektur. Es wurde bewusst deutsches Naturstein-Material ausgesucht; Platten aus Cannstatter Travertin für die Straßenfassaden sowie Kirchheimer Muschelkalk und Treuchtlinger Kalkstein für die Innenausstattung. Beim Bau fanden Aspekte des Luftschutzes Berücksichtigung.

## Geschichte
Das unter Denkmalschutz stehende ehemalige Postamt wurde in den Jahren 1934 und 1935 gebaut. Der Bau wurde von der Firma EIKOMAG Düsseldorf & Ravenésche Eisenbau GmbH ausgeführt. Bauherr war die Reichspostdirektion Berlin. Das Gebäude sollte als zentrale Großverteileranlage für den Briefverkehr des Berliner Nordens dienen. Der Bau erfolgte in Abstimmung mit der ebenfalls in den 1930er errichteten Nord-Süd-Tunnel der S-Bahn Berlin. Eine vergleichbare Anlage entstand in Berlin-Kreuzberg nahe dem Anhalter Bahnhof, das Postamt SW 11.
Das Gebäude wurde neben dem Postamt N 4 außerdem durch das Bahnpostamt 3 genutzt. In der Deutschen Demokratischen Republik diente das Gebäude weiterhin Postzwecken. Mit Einführung neuer Postleitzahlen änderte sich 1965 der Name des im Gebäude ansässigen Dienststelle in Postamt 104 und später in Postamt 10115. Im Gebäude bestand bis mindestens 2009 eine Postfiliale.

## Heutige Nutzung
Heute wird das Gebäude als Geschäftshaus genutzt.